# 高橋三郎 (内務官僚)
高橋 三郎（たかはし さぶろう、1899年（明治32年）10月19日 - 1985年（昭和60年）10月2日）は、日本の内務・警察官僚、実業家。官選高知県知事、東北放送会長。

## 来歴
宮城県栗原郡岩ヶ崎町（現栗原市）出身。高橋珍平の三男として生まれる。第二高等学校を卒業。大正12年（1923年）12月、高等試験行政科試験に合格。大正13年（1924年）、東京帝国大学法学部政治学科を卒業。内務省に入省し静岡県属となる。
以後、鹿児島県警察部保安課長、茨城県警視、静岡県警視、埼玉県警視、鳥取県学務部長、岡山県学務部長、福島県書記官・警察部長、内務書記官・警保局検閲課長、神奈川県書記官・警察部長、同県部長・警察部長などを歴任。
昭和18年（1943年）7月、高知県知事に就任。戦時下の対応に尽力。在任中の同年9月2日、高知城公園の板垣退助像が金属供出の対象となり、応召出征することとなった時には、壮行式で式辞を送っている。
昭和20年（1945年）4月、知事を退任。同年に退官した。退官後、公職追放となり、その後、神奈川県観光社長、東北放送会長（1972年〜1983年）を務めた。昭和30年（1955年）4月、仙台市長選に出馬するも落選した。

## 補註
1. 1 2 3 4 5  『新編日本の歴代知事』954頁。
2. 1 2 3  『ジャパン WHO was WHO 物故者事典 1983-1987』357頁。
3. 1 2  『日本官僚制総合事典：1868 - 2000』241頁。
4. ↑  “『板垣精神 : 明治維新百五十年・板垣退助先生薨去百回忌記念』”.  一般社団法人 板垣退助先生顕彰会 (2019年2月11日). 2023年8月12日閲覧。
5. ↑   『板垣退助先生銅像供出録』池田永馬編、財団法人板垣会、昭和18年（1943年）11月20日
6. ↑  公職追放の該当事項は「翼賛県総支部長」。（総理庁官房監査課 編『公職追放に関する覚書該当者名簿』日比谷政経会、1949年、621頁。NDLJP:1276156。）